# Niphargus illidzensis
Niphargus illidzensis is een vlokreeftensoort uit de familie van de Niphargidae. De wetenschappelijke naam van de soort is voor het eerst geldig gepubliceerd in 1932 door Schäferna.